# My Ghost Dog
My Ghost Dog es una película para televisión de 1997 dirigida por John Putch. Fue protagonizada por Leo Milbrook, Bryan Mendez, Jessica Knoblauch, Sarah Tinnon, Russ Tamblyn, Kate Doughan, John Ermin, Jerry Turner y John Philip Law. La película se estrenó el 8 de agosto de 1997.

## Sinopsis
Toby (Bryan Mendez) es un niño que tiene un perro que se encuentra con un final prematuro cuando es atropellado por un coche. El niño tiene que hacer frente a su pérdida, y como el título sugiere, el perro regresa como un fantasma para ayudar al niño y su familia.

## Reparto
- Leo Milbrook - Chet
- Bryan Mendez - Toby
- Jessica Knoblauch - Phoebe
- Sarah Tinnon - Sam
- Russ Tamblyn - Vito
- Kate Doughan - Tía Violet
- John Ermin - Harry
- Jerry Turner - Larry
- John Phillip Law - Peter Avelino

- Datos: Q24943460